# Sărata-Monteoru, Buzău
Sărata-Monteoru (pe scurt și Monteoru; în trecut, Fundul Sărății) este un sat în comuna Merei din județul Buzău, Muntenia, România. Este o stațiune balneară de interes local sezonieră, și a fost mai întâi cunoscută între localnici pentru apele tămăduitoare ale izvoarelor sărate. Se află în zona central-vestică a județului, Muntenia, România, la aproximativ 14 km distanță de orașul Buzău.
Spre sfârșitul secolului al XIX-lea, localitatea și terenurile din jur au fost cumpărate de grecul Grigore Monteoru, care și-a luat apoi și numele localității drept nume de familie; acesta a exploatat cu succes zăcămintele de petrol, după care a folosit câștigurile pentru a finanța investiția într-o stațiune turistică. În perioada interbelică, la Monteoru s-a dat în folosință o mină de petrol unicat în Europa la acea vreme. Stațiunea a avut perioada de glorie până la al Doilea Război Mondial, fiind distrusă după instaurarea regimului comunist și confiscarea proprietății. În anii 1970, statul comunist a încercat sa redreseze stațiunea amenajând două hoteluri și o bază de tratament. Ele au fost completate, după căderea regimului și revenirea la economia de piață, de alte inițiative private în domeniul turismului.
Localitatea este cunoscută și pentru cultura Monteoru, o cultură arheologică ce cuprinde situri datând din epoca bronzului și a cărei așezare eponimă se află în apropiere de marginea de est a satului de astăzi, pe dealul Cetățuia.

## Geografie

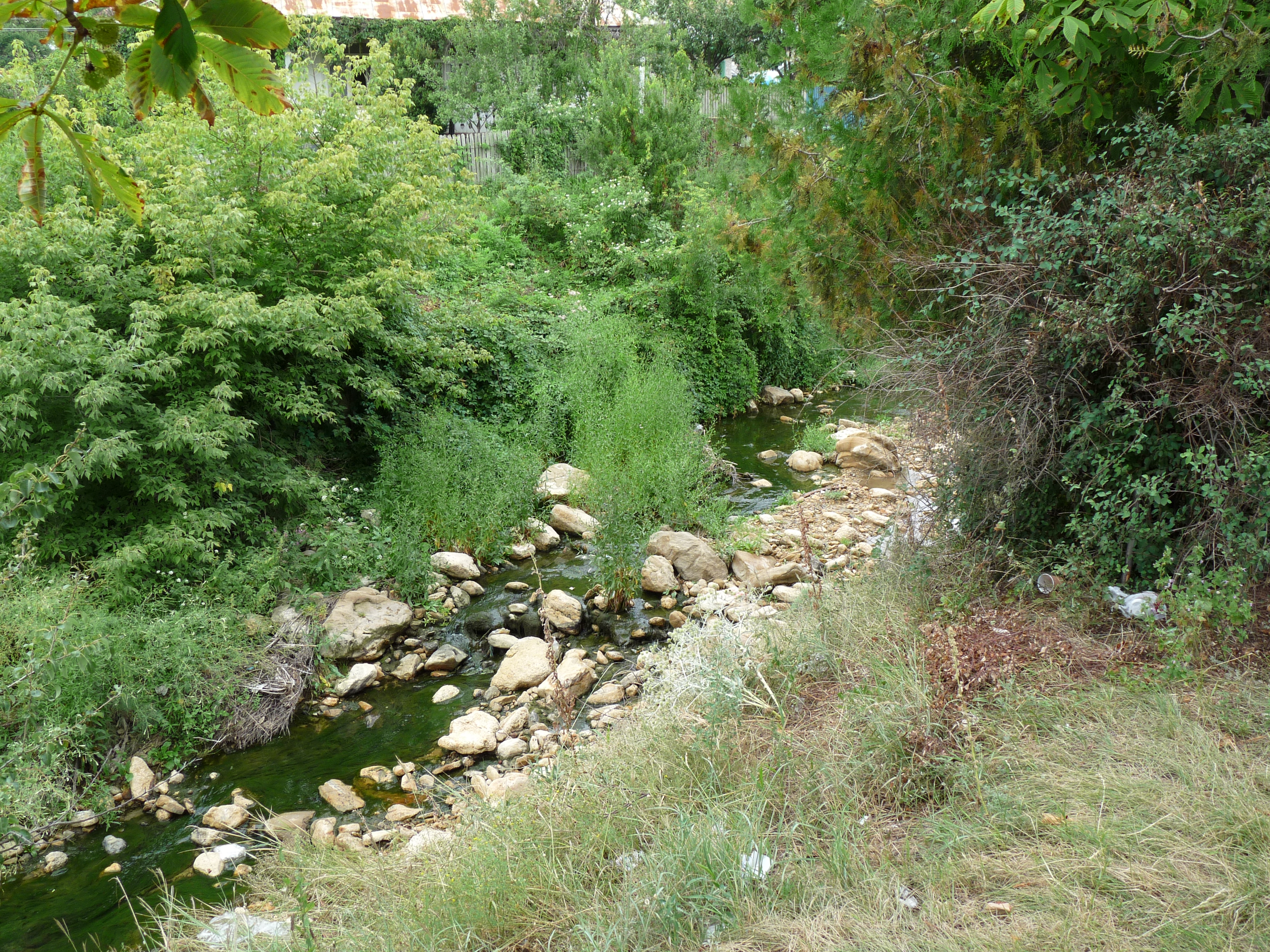
Râul Sărata trecând prin Monteoru.

Localitatea este plasată la o altitudine de 86 m într-o depresiune intracolinară drenată de râul Sărata, situată pe un flanc al Dealului Istrița la extremitatea sud-estică a Subcarpaților Curburii, într-o zonă acoperită de o vegetație bogată și la adăpost de vânturi. Climatul depresiunii este temperat-continental, cu veri calde și însorite și fără curenți de aer, iar precipitațiile și nebulozitatea sunt reduse. Temperatura medie anuală este de 10 °C. Iernile sunt blânde.  Primul îngheț se produce – în medie la sfârșitul lunii noiembrie, iar ultima ninsoare la sfârșitul lui martie.
Printre plantele care cresc în pădurile de foioase din preajma localității, pe lângă dedițel, ciulin și păducel se numără și mai multe specii de plante rare, între care laleaua pestriță, bujorul de pădure, porumbul cucului, ruscuța de primăvară și crinul roșu de pădure.
În această zonă, petrolul există în subsol la adâncime mică, iar apele din subteran au conținut mare de petrol, brom, iod și sare, motiv pentru care localnicii folosesc doar apă îmbuteliată, cea din fântâni nefiind utilizabilă. Aceste ape sunt, însă, folosite pentru tratamente medicinale; ele curg din 15 izvoare aflate în toată depresiunea.
Geologic arealul aparține culmii Istrița-Dealul Mare-Ceptura, alungită est-vest pe un anticlinoriu, stațiunea fiind situată în zona axială a respectivului  într-o butonieră, unde apar la zi sedimente (marne și gresii cu intercalații de nisipuri de vârstă sarmațiană). Acestea permit circulația unor ape subterane cu grad de mineralizare ridicat și, care sunt puse în evidență de izvoare – majoritatea ascensionale, legate de faliile care afectează depozitele miocene. Aceste izvoare care apar în general la baza versanților, de o parte și de alta a pârâului Sărata.

## Istorie

### Descoperiri arheologice
În Sărata-Monteoru, în mai multe puncte s-au realizat descoperiri arheologice atribuite mai multor epoci. Cele mai vechi urme de locuire datează din eneolitic și au fost găsite în partea de sud-vest și în cea de est a localității, aparținând culturii Aldeni II-Stoicani (sit arheologic în punctul numit „La Huioabă”).
Cele mai importante descoperiri arheologice le reprezintă cele de pe dealul Cetățuia și de pe platoul Poiana Scorușului, descoperiri efectuate începând cu perioade de construire a stațiunii Sărata-Monteoru, spre sfârșitul secolului al XIX-lea. Acest sit datează din epoca bronzului, iar cultura arheologică de care aparține a fost botezată „Monteoru”, după acest sit. Așezarea descoperită prezintă mai multe straturi (denumite Ic4, Ic3, Ic2, Ic1, Ib, Ia, IIa și IIb, straturi folosite de arheologi pentru identificarea perioadelor cronologice ale culturii Monteoru. Arheologii au identificat în această așezare o cetate întărită cu bolovani și cu un șanț de apărare, precum și locuințe care prezintă o oarecare continuitate cu alte urme din eneolitic ce reprezintă extremitatea sud-vestică a culturii Cucuteni B. În complexul sit arheologic de la Monteoru, s-au găsit și urme ale altor culturi arheologice din Transilvania, sudul Munteniei, Basarabia și Ucraina. Pe colinele de lângă dealul Cetățuia se găsesc mai multe cimitire și necropole aparținând și ele aceleiași culturi Monteoru.

### Exploatările petroliere și începuturile stațiunii

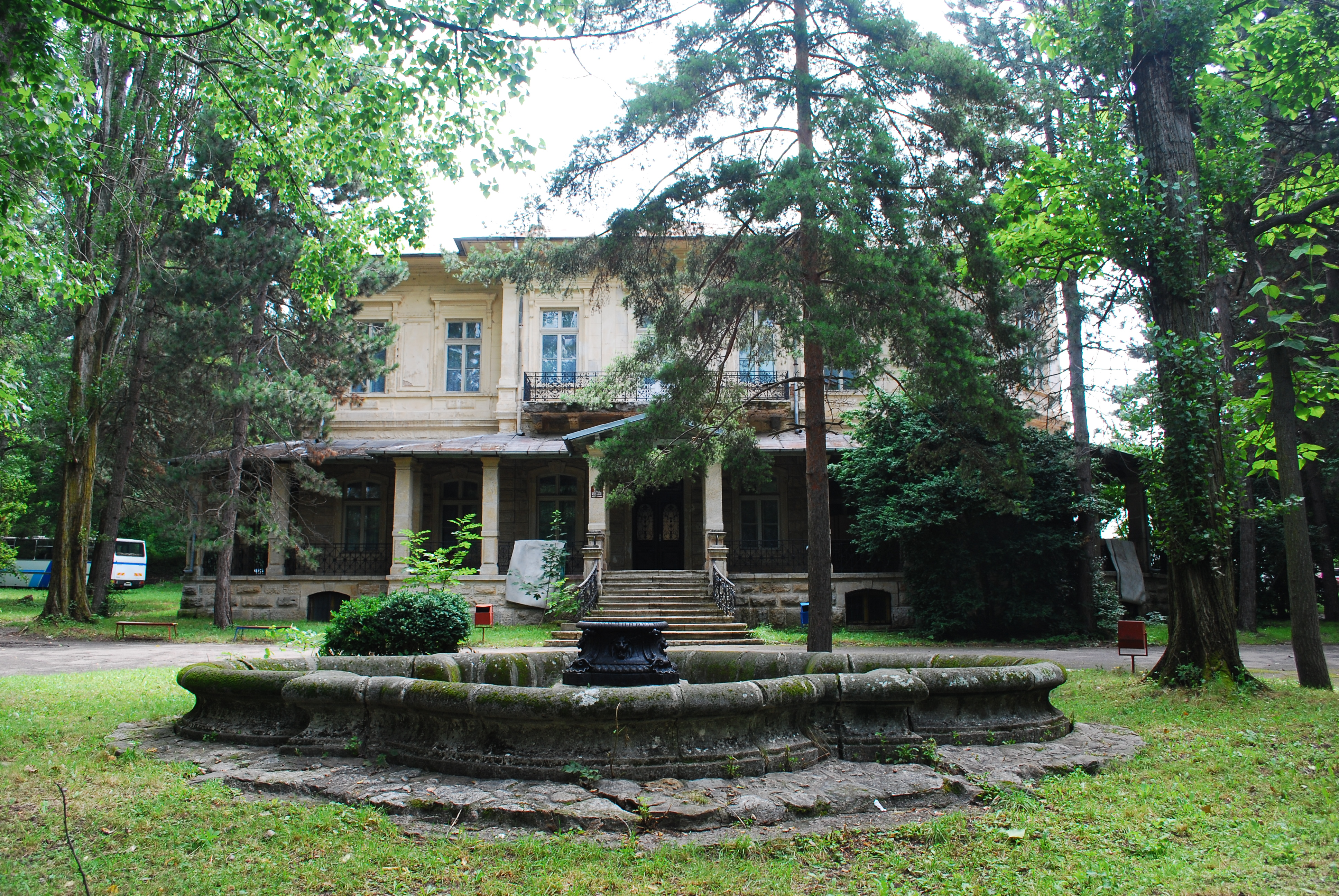
Vila familiei Monteoru, aflată în parcul dendrologic ce astăzi găzduiește o tabără de copii

Apele cu proprietăți curative au fost menționate încă din 1837, localnicii folosindu-le pentru tratarea unor boli. Grecul Grigore Stavri (care ulterior și-a luat numele de Grigore Constantinescu-Monteoru) a achiziționat în perioada 1860–1880 toate terenurile petrolifere, precum și întregul sat denumit pe atunci Fundu Sărății și s-a îmbogățit din afacerile cu petrol, comercializând atât țiței brut, cât și ulei mineral fabricat în distileria deschisă în 1871.
Dr. Guyenot, medic consultant la Aix-les-Bains, Franța și medicul personal al omului de afaceri, l-a sfătuit pe acesta să se trateze cu apele folosite de localnici, iar Constantinescu-Monteoru (stabilit deja acolo) a sesizat potențialul afacerilor din turism. Astfel, el a solicitat serviciile arhitectului german Eduard Honzik, care în 1888 construise vila familiei Monteoru, să elaboreze un proiect pentru construirea unei stațiuni balneare. Lucrarea a fost finalizată până în vara lui 1895, între timp fiind descoperit și captat izvorul numărul 2, izvor ale cărui ape aveau să fie studiate din punct de vedere chimic. Inaugurarea a avut loc în ziua de 1 iulie 1895. Monteoru a construit acolo o capelă, un cazinou, un parc în stilul grădinilor englezești, hoteluri și o vilă personală.

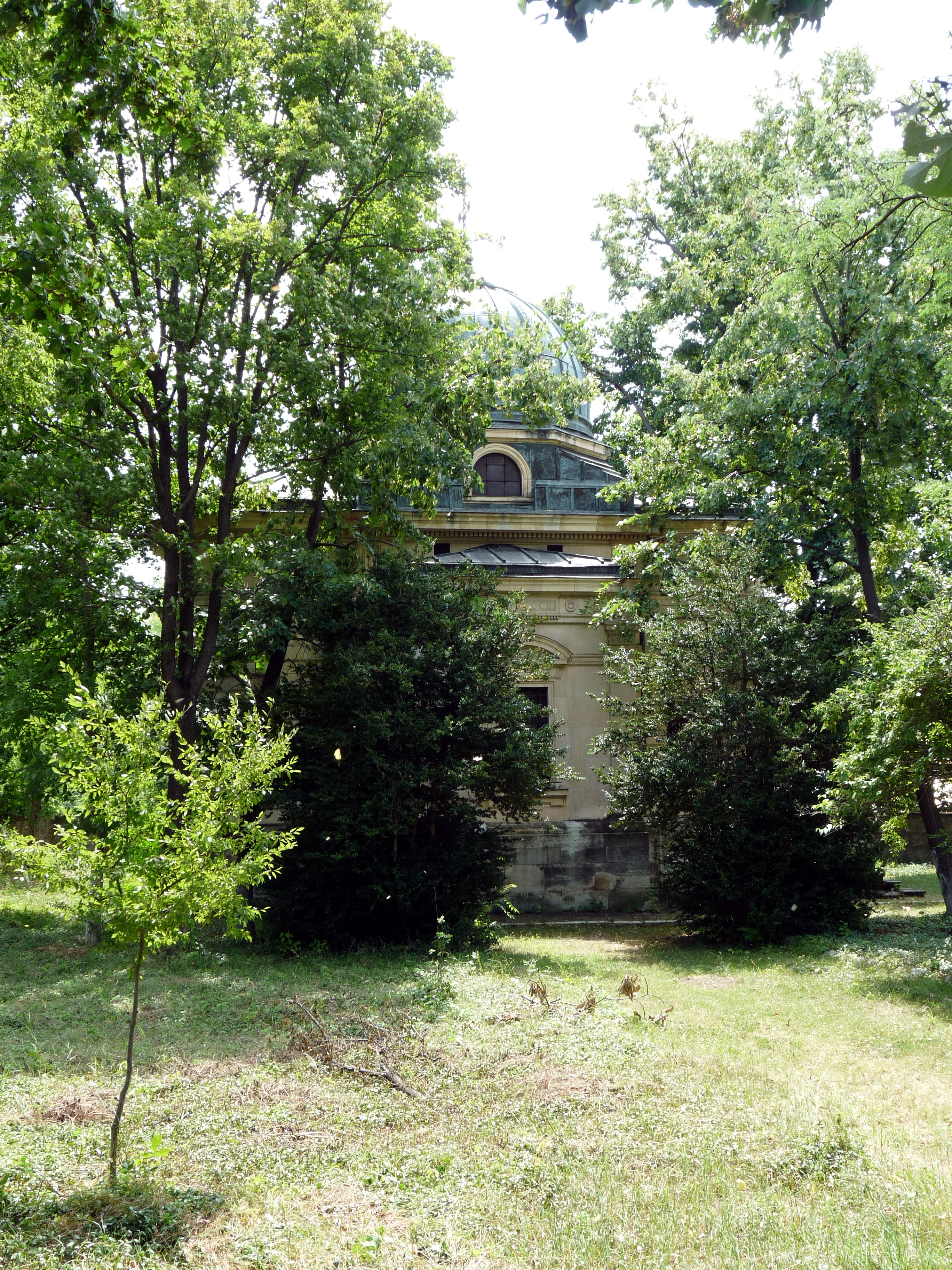
Capela familiei Monteoru

În anii următori, Grigore Monteoru a vândut terenurile petrolifere consorțiului Offenheim Singer Co., pentru a-și dedica investițiile domeniului turismului. În 1895, a inițiat un proiect de construire a unei linii de tramvai de tip Decauville⁠(fr)[traduceți] care să lege Monteoru de gara de lângă Stâlpu. Proiectul nu s-a mai realizat, din el păstrându-se doar cantonul ce urma să fie punctul terminus al liniei, canton în care astăzi funcționează o școală primară, un oficiu poștal și un post de jandarmi.
Monteoru a murit în 1898, stațiunea fiind moștenită de ginerele său doctorul Constantin Angelescu și soția sa Virginia Monteoru, precum și de cealaltă fiică a sa Elena. (cei doi fii ai săi, Grigore și Gheorghe, au murit înaintea tatălui lor). Cazinoul, clădirea-simbol a stațiunii în perioada interbelică, a fost terminat în 1900 și a costat o jumătate de milion de franci.
La 1901 dicționarul geografic alcătuit pentru județul Buzău de Basil Iorgulescu și inclus în cel național întocmit de George Lahovari, consemnează că Monteoru era o comună recent înființată în 1885, formată din satele Monteoru, Bugheni (Sărata-Nenciulești), desprinse din comuna Gura Sărății, și satul Ogrăzile, desprins din comuna Merei. Același dicționar arată că în comună funcționau 2 fabrici de petrol, dintre care una, cea din apropierea gării, era una dintre cele mai mari din țară. Satul avea o populație de 620 de locuitori și 110 case, iar comuna în total avea 1770 de locuitori.

### Perioada interbelică: mina de petrol și perioada de înflorire a stațiunii

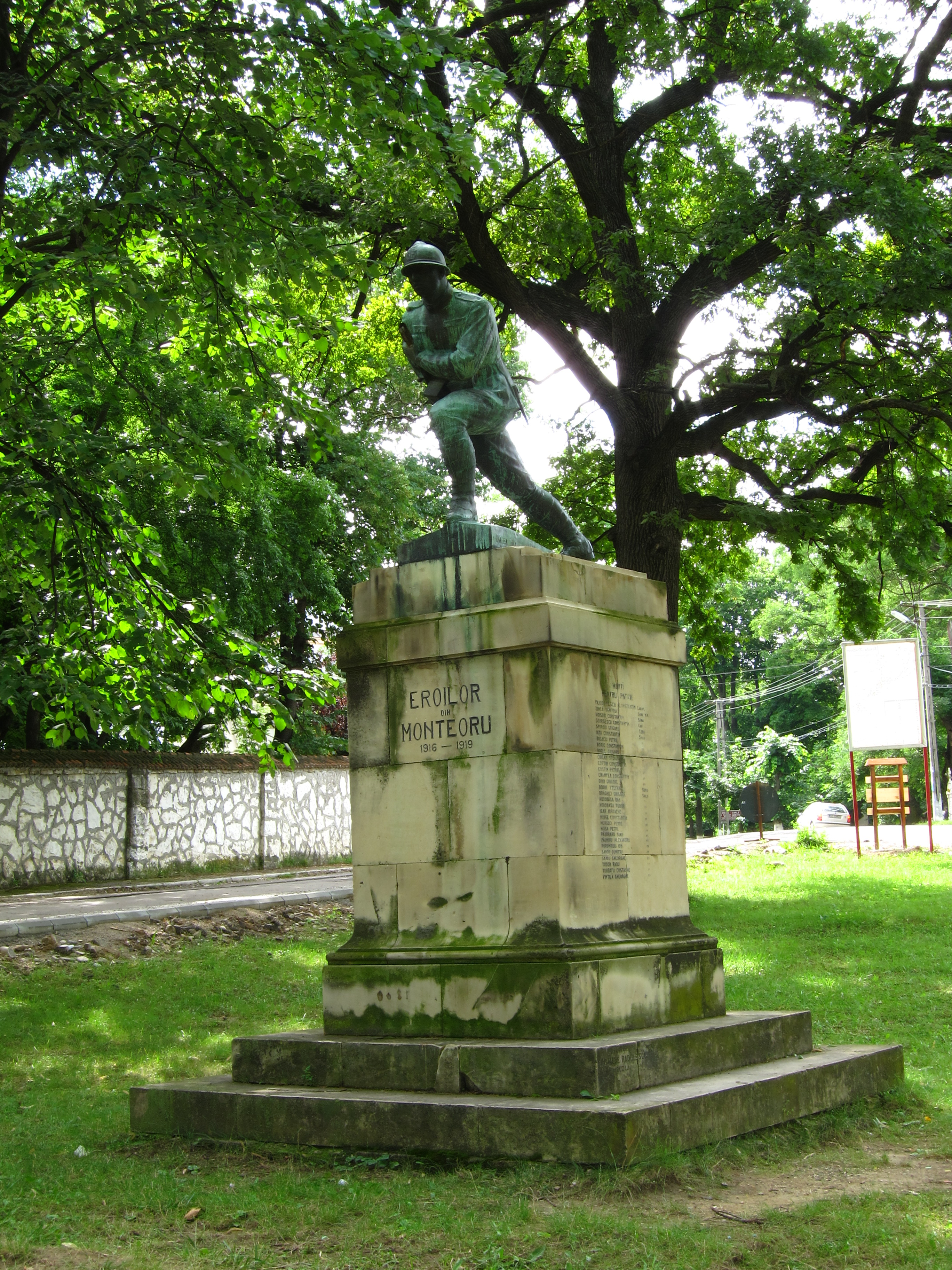
Monumentul eroilor din Primul Război Mondial

În anii de după Primul Război Mondial s-a înființat Institutul de Balneologie, care în cadrul unui studiu mai larg despre apele minerale din România, și-a îndreptat atenția spre izvorul nr. 2 din Monteoru. Dr. G. Niculescu a constatat că apele izvorului conțin clorură de sodiu și clorură de magneziu, fără a avea însă bicarbonat de sodiu și că au o compoziție asemănătoare celor din stațiunea franceză Châtel Guyon. Studiile sale au fost publicate în revista Institutului și au fost prezentate la diferite conferințe. Pe baza acestor date, dr. A. Theohari a stabilit indicațiile terapeutice ale acestor ape în afecțiunile tubului digestiv și anexelor acestuia.
În perioada interbelică, s-a înființat la Monteoru singura mină de petrol de la acea vreme din Europa, rămasă încă unicat pe continent, de unde se extrăgea petrol prin galerii subterane de la o adâncime de 240–320 m. Lucrările la mină au început în anul 1925 și au fost efectuate în 2 etape: etapa I între anii 1925 – 1948 și etapa a II-a între anii 1978 - 1994. Mina avea o galerie principală în care se cobora cu ascensorul; din ea se săpau sonde orizontale prin straturile de marne către cele de nisip petrolifer, de unde petrolul se scurgea în puțul nr. 42 pentru a fi scos cu pompele la suprafață..
Tot în stațiune se găsește un monument, ridicat în 1933, al eroilor din Primul Război Mondial, și inscripționat cu numele a 64 de localnici căzuți în timpul conflictului; el are 5 m înălțime și a fost realizat de sculptorul buzoian Cristea Rădulescu.

### Distrugerea din anii comunismului și noile începuturi de după 1989

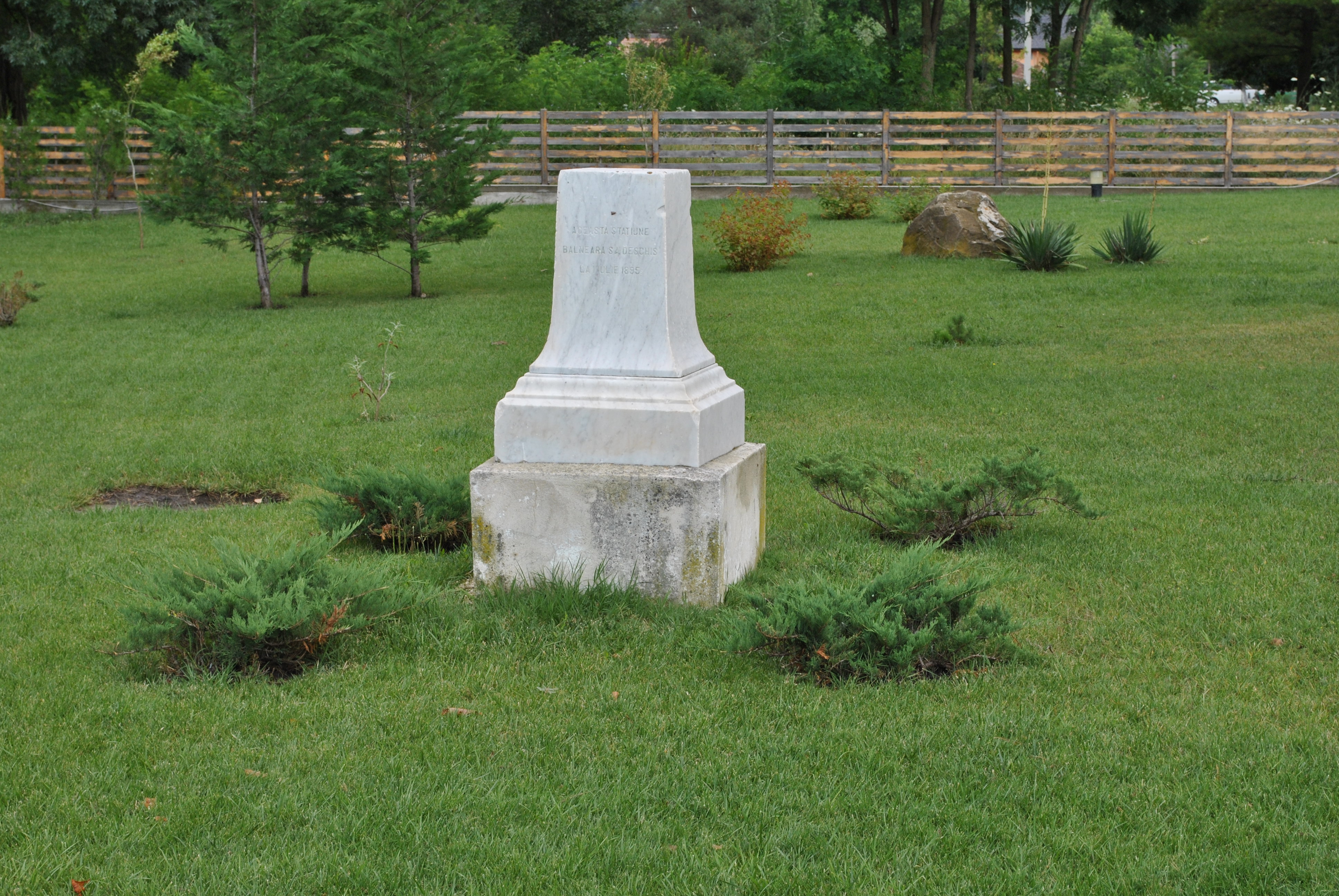
Soclul statuii lui Monteoru, distrusă împreună cu parcul din care făcea parte după al Doilea Război Mondial

Cutremurul din 1940, al Doilea Război Mondial și naționalizarea pusă în aplicare de guvernul comunist ce au urmat, au dus la abandonarea stațiunii și la părăginirea ei, multe dintre vechile clădiri ajungând să fie demolate iar grădina englezească să fie distrusă. Abia prin anii 1970 s-au înființat două hoteluri (denumite astăzi Ceres și Monteoru), un ștrand și o bază de tratament.
După revoluția din 1989 hotelurile au supraviețuit, Ceres fiind încă administrat de Ministerul Muncii și fiind folosit pentru cazarea pensionarilor cu bilete de tratament. La nivelul anului 2006, apăruseră un număr de 14 pensiuni turistice. Ștrandul cu apă cloro-sodică alimentat de la izvoarele din zonă este principala atracție turistică a zonei, complexul fiind administrat de firma Tomini din Constanța deținută de un om de afaceri grec, despre care au circulat zvonuri că ar fi avut legături cu familia lui Nicolae Văcăroiu.
Urmașii lui Grigore Monteoru au reprimit drepturile de proprietate asupra capelei familiei, a unor zone de pădure, precum și asupra vilei aflată în parcul dendrologic în care a funcționat, pană de curând, o tabără de elevi, astăzi fiind închisă publicului.

## Transporturi

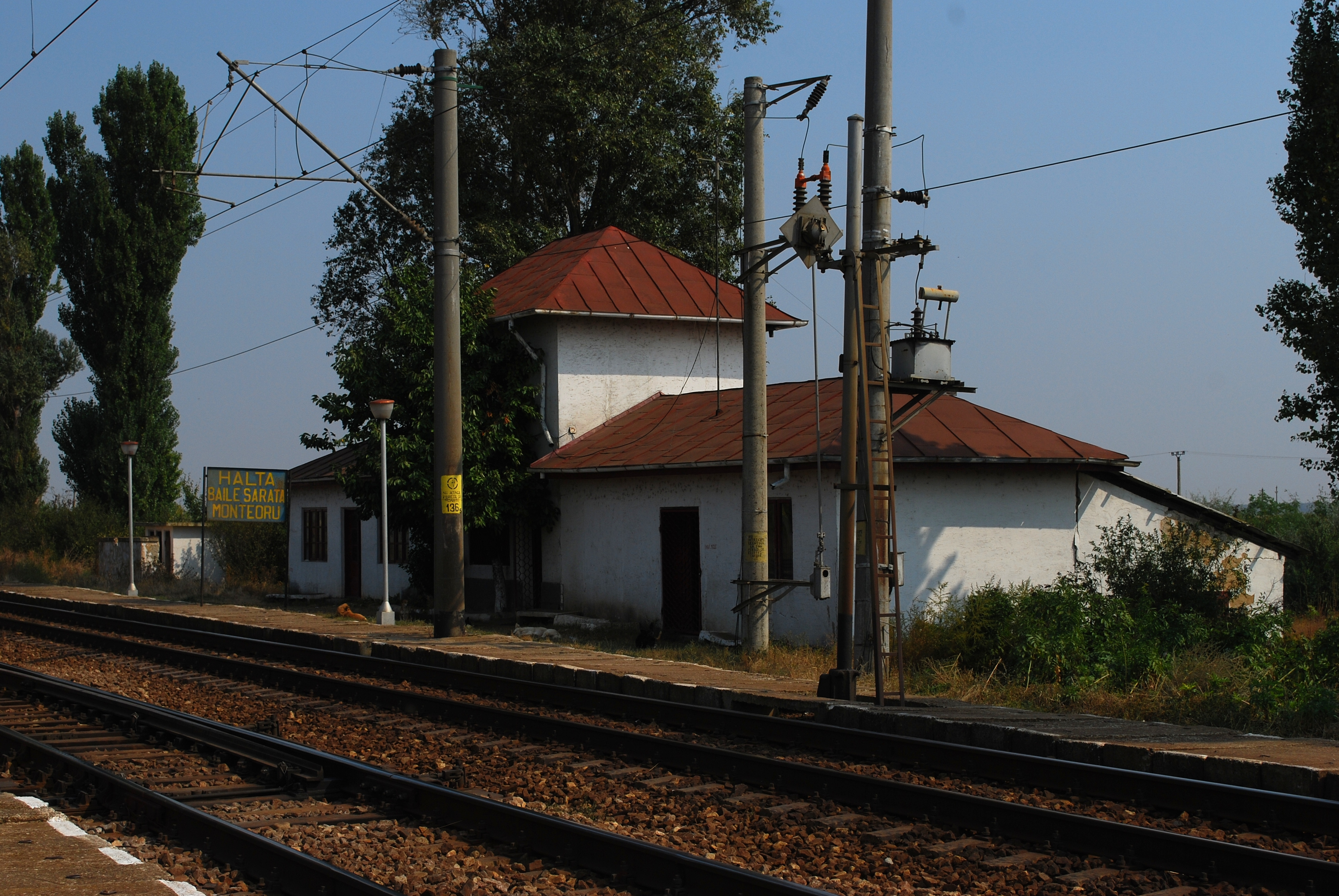
Halta Băile Sărata Monteoru, de pe calea ferată Ploiești–Buzău

La începuturi, stațiunea a profitat de proximitatea căii ferate București-Buzău-Galați, construită în 1870 înaintea stațiunii. Grigore Monteoru a finanțat construcția gării Monteoru, pentru a facilita transportul petrolului extras la mină și din sonde. Astăzi, halta Băile Sărata Monteoru este prima haltă după Buzău către Ploiești, dar ea se află la 8 km depărtare de stațiune, pe teritoriul comunei învecinate Stâlpu și, deservește în principal localitatea de reședință a acestei comune, care se află mult mai aproape de ea.
Sărata-Monteoru este legată de Merei, reședința comunei, de un drum județean, DJ203G, unde se intersectează cu alte drumuri județene care duc spre Pietroasele sau spre DN10 la Vernești, sau spre DN1B la Popasul Merei, ambele drumuri naționale care duc la Buzău. Aceeași șosea duce spre nord peste dealul Istrița la Leiculești în comuna Tisău.

## Economia
Principala ramură economică a localității este turismul.

### Activitatea turistică
Localitatea are statut de stațiune turistică de interes local, aici funcționând anual în lunile mai–august și un centru de informare turistică. În cadrul județului Buzău, care a înregistrat în 2012 3097 de locuri de cazare și 57.000 de sosiri cu 166.700 de înnoptări, comuna Merei (din care Sărata Monteoru reprezintă aproape întreaga activitate turistică) avea 889 de locuri de cazare în care s-au înregistrat 11.997 de sosiri cu 76.070 de înnoptări, ceea ce arată că aici există 28% din capacitatea de cazare a județului în care se desfășoară până la 45% din activitatea sa turistică.
În cadrul structurilor de primire turistică erau în anul 2011: hotel de 2 stele, hostel de 3 stele, pensiuni de 4, 3, 2 stele, pensiuni rurale de 4, 3, 2 flori, vilă de 3 stele, camping de 2 stele, camere de închiriat de 2 stele, bungalow la o stea. Principalele unități de turism sunt hotelul Ceres, administrat de Ministerul Muncii și folosit pentru cazarea pensionarilor cu bilete de tratament, precum și hotelurile Monteoru și Montana, pensiunile și tabăra de copii școlari de la Vila Monteoru. Rețeaua agroturistică este reprezentată aici de cel mai mare număr de pensiuni din județ.
Ștrandul cu apă cloro-sodică alimentat de izvoarele locale este principala atracție turistică a zonei. Turismul de weekend este principalul tip de turism practicat, numeroși turiști venind din Buzău pentru a folosi doar ștrandurile, fără a avea nevoie de unitățile de cazare. Distanța de 15 km față de principalul centru urban, Buzău, face din Sărata Monteoru o destinație de cicloturism pornind din oraș.
Consiliul Județean Buzău remarca, în strategia sa de dezvoltare pe anii 2010–2015, slaba promovare a stațiunii, identificând izvoarele și turismul balnear de la Monteoru ca oportunități de dezvoltare a turismului în județ.

### Activitatea balneară
Sărata-Monteoru este cea mai importantă stațiune balneoclimaterică a județului Buzău. Sursele de apă minerală sunt reprezentate de 3 foraje hidrogeologice, un puț minier și 19 izvoare (cele mai multe neamenajate) – care produc o apă de tip zăcământ.
Principalele izvoare se găsesc în dreptul stațiunii pe versantul stâng al pârâului Sărății. Aici se află atât cele 2 izvoare care au fost sursa băilor înainte de al Doilea Război Mondial (Nr. 1 are cea mai mare mineralizare – de 270 g/l), cât și cele 2 care alimentau ștrandul (cu o mineralizare de 185 g/l și care depun aragonit), precum și „Izvorul de stomac” (mineralizare de 6,7 g/l). Debitul acestor izvoare este în general mic, iar pe dreapta pârâului gradul de mineralizare este foarte redus și debitele sunt minore.
Datorită debitelor mici și mineralizării cu gard mare de variație, exploatarea economică a surselor a necesitat foraje și puțuri (în perioada interbelică se utiliza „Puțul lui Duică” - debit peste 3 l/s și 120 m adâncime). În 1961 Institutul de Balneologie din București a executat pe versantul din stânga al văii foraje la 125–180 m adâncime, din care s-au obținut debite mai mari (5,5 l/s).
Factori naturali terapeutici
- Apele minerale care se găsesc aici – cu origine fie din izvoare fie extrase de la adâncime cu ajutorul sondelor,[31] sunt sărate concentrate cu origine în bazine subterane și, sunt folosite în cură externă, sulfatate („Izvorul de stomac” - Nr. 6,[31] hipoton, inclusiv carbogazos, clorurat, bicarbonatat sodic calcic-magnezian,[1] cu rol excitosecretor ușor – în cură internă), foarte bogate în brom (izvorul 1 are 297 mg brom/l iar Puțul Duncă 446,3 mg/l[32]), izvoare iodurate (30 mg respectiv 33,6 mg iod/l - una dintre sonde;[33] pentru cură externă) și izvoare minerale complexe.[34] Apa din foraje precum și din unele izvoare are, de asemenea, o concentrație apreciabilă de acid metaboric.[35]
- Există și posibilități de peloidoterapie datorită prezenței nămolurilor de izvor[36] sulfuroase[1] (locația „La Nămoluri” – situată pe unul dintre versanții care înconjoară localitatea și, unde se găsesc câteva bălți, deocamdată neamenajate[31]).
- Bioclimatul este sedativ,[31] de cruțare[1][5], cu unele nuanțe de excitare.[30]

Baza de tratament existentă aici oferă facilități pentru hidro-termo-terapie prin balneație cu ape minerale fie încălzite fie în aer liber, terapie fizicală, aero-helio-terapie, crenoterapie (cură internă cu ape minerale), kinetoterapie, activități sportive în aer liber, masaj, inhalații cu aerosoli, fitness.
Ghidurile românești din anii '70 și '80 recomandau stațiunea pentru:
- afecțiuni ala aparatului locomotor: reumatismale degenerative (spondiloze, poliartroza) și abarticulare (tendinoze, tendomioze, tendoperiostoze, periartrita scapulohumerală), posttraumatice (redori articulare, status postoperator, status post entorse/ luxații/ fracturi);
- afecțiuni ginecologice: insuficiența ovariană, cervicite cronice;
- afecțiunile sistemului nervos periferic: pareze ușoare, sechele după polineuropatii.

### Extracția de petrol
Mina de petrol din Sărata-Monteoru, aflată în proprietatea grupului Petrom-OMV, are o producție de 5 tone de țiței pe zi, însă reprezintă doar 0,04% din totalul țării de 87.000 de barili. Această producție zilnică este constantă încă din anul 1870 numai că atunci această cantitate reprezenta 44% din producția totală a României. În 2014, la mină lucrau 11 angajați.

## Administrație
Localitatea Sărata-Monteoru face parte din comuna Merei, începând de la reforma administrativă din 1968. În primăvara lui 1989, Sărata-Monteoru a fost declarată comună de sine stătătoare, dar legea prin care s-a făcut acest lucru a fost abrogată în anul următor. În decembrie 2005, s-a organizat un referendum pentru aducerea stațiunii sub administrația primăriei municipiului Buzău, după modelul stațiunii Păltiniș de lângă Sibiu, dar, deși votul localnicilor din Monteoru a fost favorabil, prea puțini buzoieni s-au prezentat la urne și referendumul nu a fost validat.